# José María de la Vega Samper
José María de la Vega Samper (Toledo, 25 de agosto de 1900-Madrid, 7 de junio de 1980) fue un arquitecto español, autor de numerosos edificios singulares tanto en España como en el extranjero. Era hijo primogénito de Juan José de la Vega y Benito, Abogado y Jefe de la Administración Civil del Estado de origen conquense, y hermano del industrial y académico de Farmacia, Antonio de la Vega Samper.

## Biografía
Nació estando su padre destinado en Toledo como administrador del Hospital del Rey, y con motivo de acompañar a su padre a su toma de posesión como secretario del Gobierno Civil de Baleares descubre su vocación por la arquitectura, siendo capaz de reproducir de memoria el Castillo de Bellver en el jardín del cigarral paterno con ladrillos cocidos por él mismo. Comenzó el preparatorio en la Academia Ribes de Madrid, donde coincidió con Luis Gutiérrez Soto. Empezó sus estudios universitarios en Madrid en 1918, terminando la carrera de Arquitectura en 1926. Comenzó a despuntar profesionalmente recién terminada la carrera, ingresando en el Departamento de Edificaciones de la Compañía Telefónica Nacional de España. Comenzó en el equipo de Ignacio de Cárdenas, quien había sido compañero suyo en la Escuela de Arquitectura de Madrid. Intervino en las trazas del Edificio Telefónica de la Gran Vía madrileña. Posteriormente reemplazó a Cárdenas como Director, siendo suyos algunos de los edificios más emblemáticos de la Compañía,

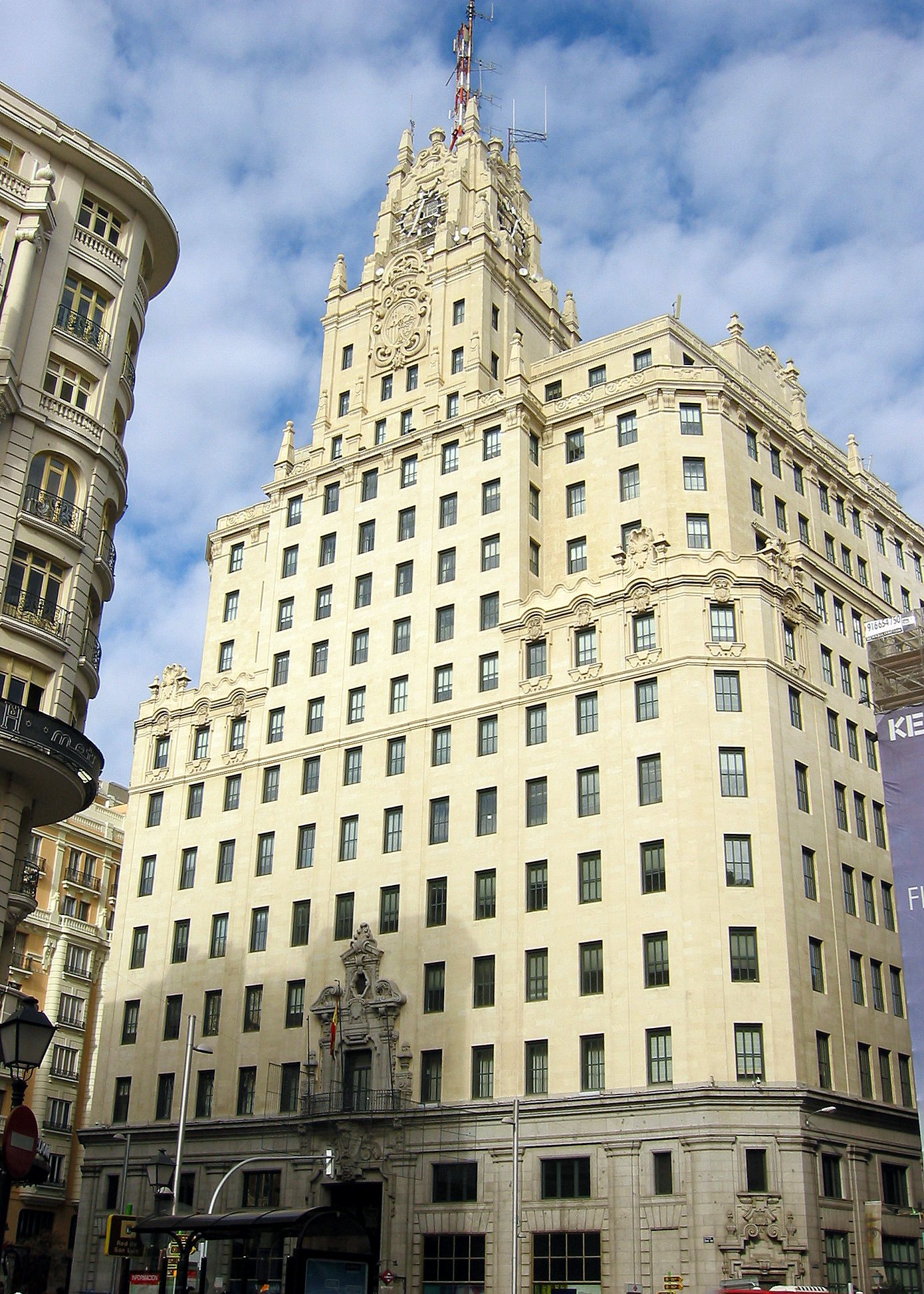
Edificio de la Telefónica

Al llegar la II República continuó con su trabajo anterior, pero además ingresaría como arquitecto de la Guardia Civil, tras concurso convocado por el Ministerio de la Gobernación (1931), lo que le permitió desarrollar diversos proyectos de casas cuartel. Posteriormente, al recrudecerse el ambiente y estando su familia muy significada desde el punto de vista político y religioso, terminó por ser recluido en la Cárcel Modelo de Madrid donde permaneció varios meses y desde la que pudo escapar ya empezada la Guerra Civil para pasar al extranjero, residiendo en Bruselas, Londres y Lisboa, y desde ahí regresó con su familia a zona nacional. Al término de la guerra y hasta 1941 continuó en el Cuerpo de Arquitectos de la Guardia Civil, y posteriormente se le nombró arquitecto de la Dirección General de Prisiones, etapa en la que fue autor de varios penales repartidos por toda España.
Entre octubre y noviembre de 1947 forma parte de la delegación oficial que participó en el VI Congreso Panamericano de Arquitectos, celebrado en Lima, de máxima importancia para el régimen al tratarse de la primera salida al extranjero de la arquitectura española de posguerra. Allí volvió a coincidir, entre otros, con Gutiérrez Soto. Pese a lo decepcionante de la propuesta española tras casi diez años de autarquía, el congreso sirvió a los participantes españoles como revulsivo, y para tomar contacto con la realidad de la arquitectura internacional, lo que propició un progresivo abandono del estilo racionalista y conservador hacia una modernidad que se plasmará poco a poco en sus siguientes obras de estilo más internacional. Quizá por ello, en su discurso sobre la organización colegial de los arquitectos, de la Vega arengó a sus colegas en el exilio a regresar para colaborar con la reconstrucción del país.
Habiendo sido su padre amigo cercano y compañero político de Enrique Gil Robles, José María de la Vega Samper heredó la amistad con su hijo José María Gil-Robles, quien le reclutó como miembro de la Asociación Católica de Propagandistas, institución para la que diseñó varios edificios representativos.
Su salud comenzó a deteriorarse debido a una hemiplejia y, pese a una cierta recuperación, terminó falleciendo poco antes de cumplir los 80 años de edad. Estaba casado con María del Carmen de Aguilar y Ester, y tuvo ocho hijos, de los cuales dos continuaron con su estudio de arquitectura.

## Obra

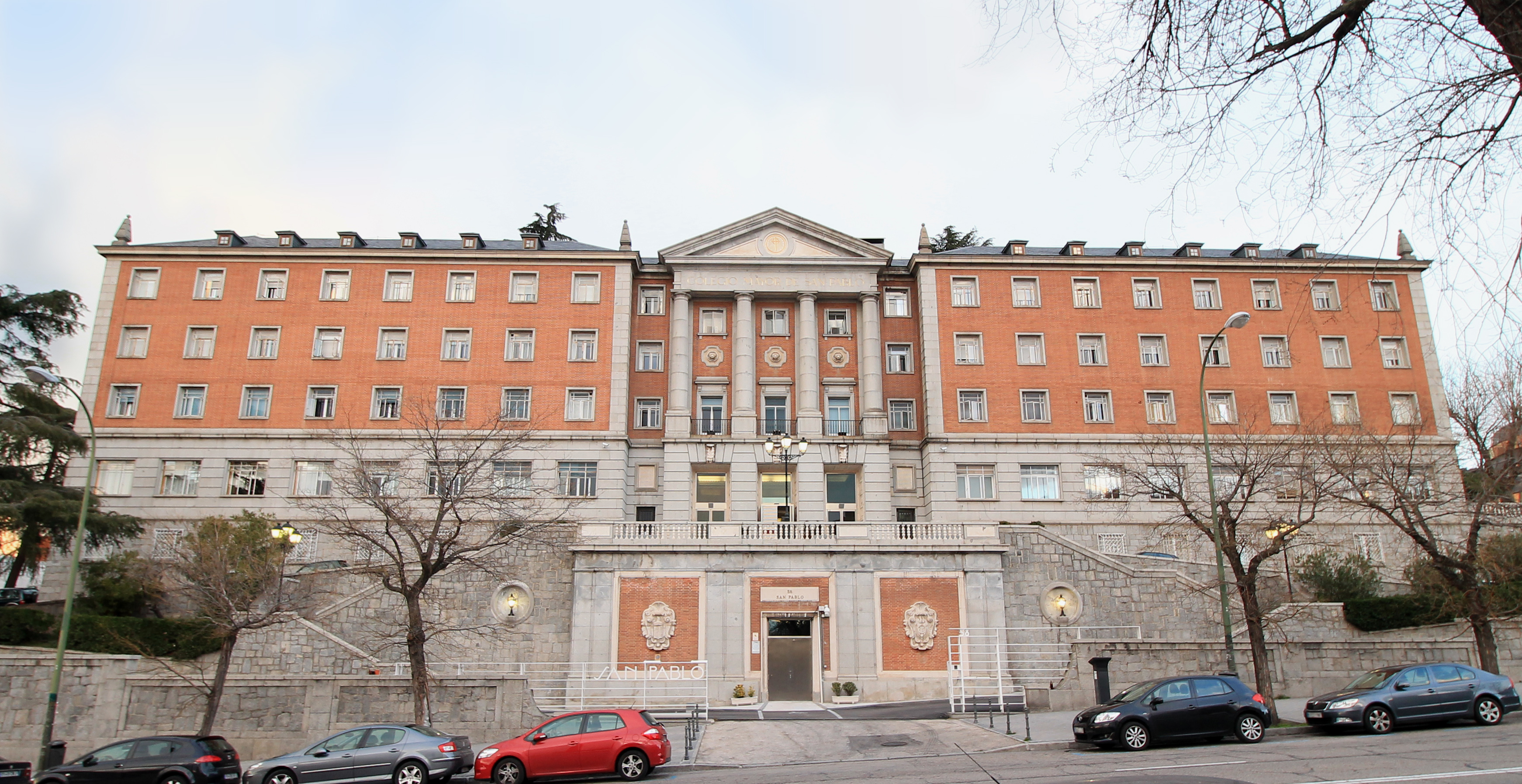
Colegio Mayor de San Pablo (Madrid)

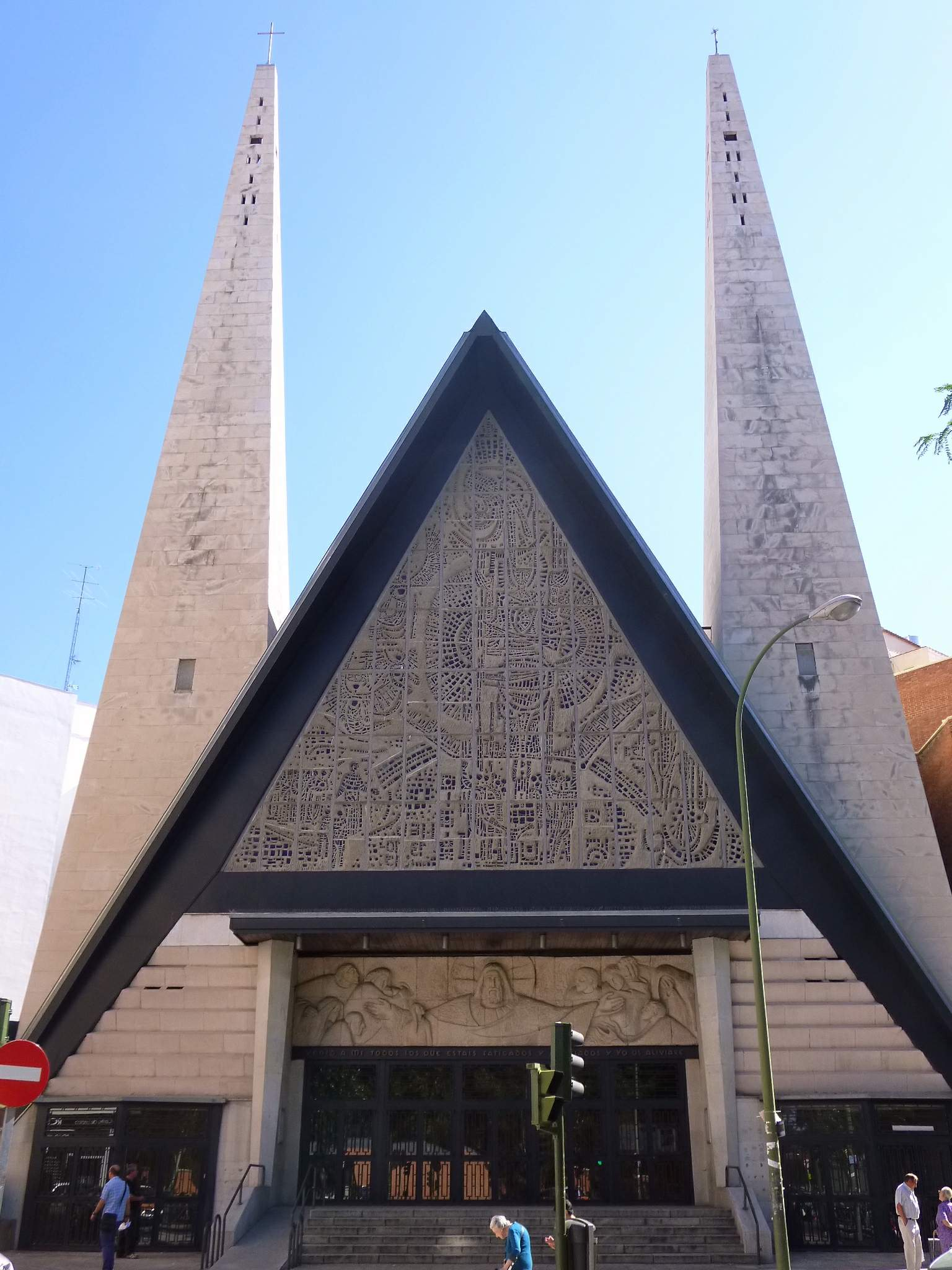
Iglesia y convento del Santísimo Sacramento

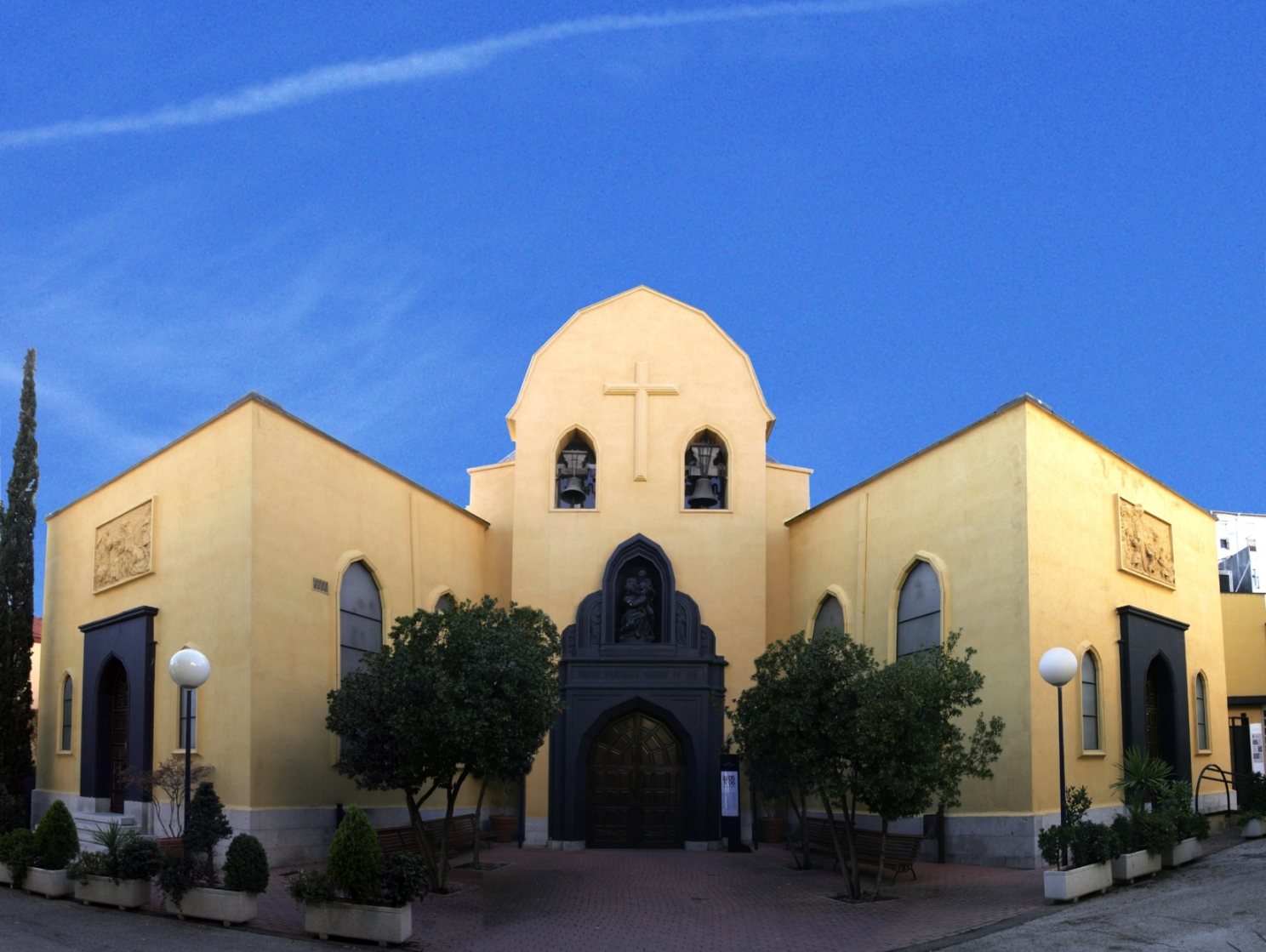
Teatro de La Abadía

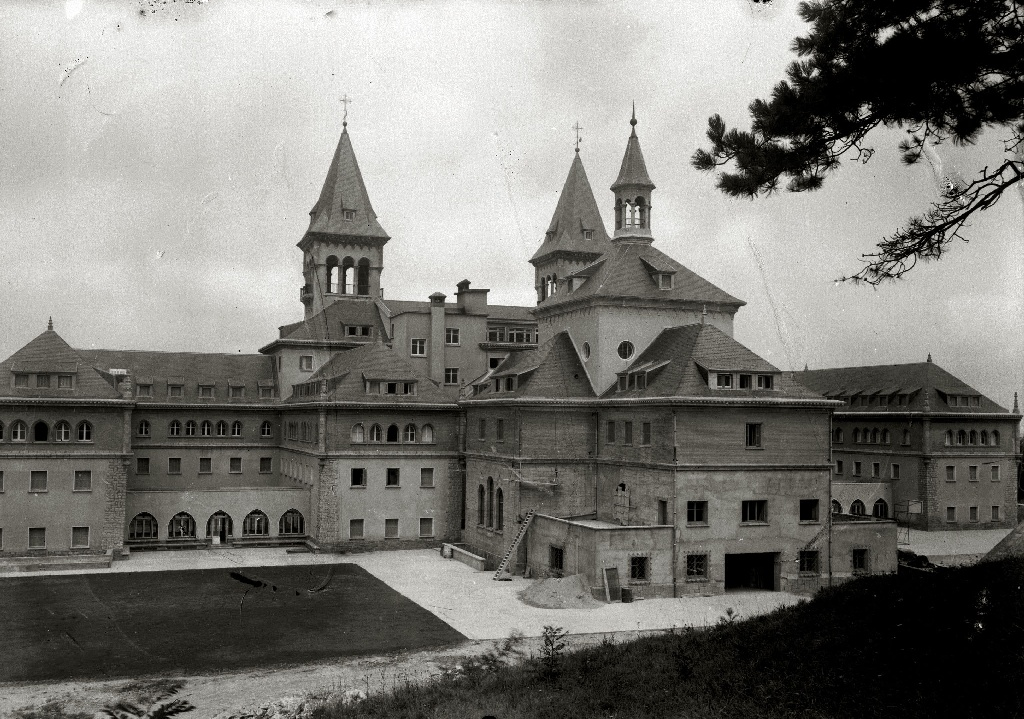
Seminario de San Sebastián

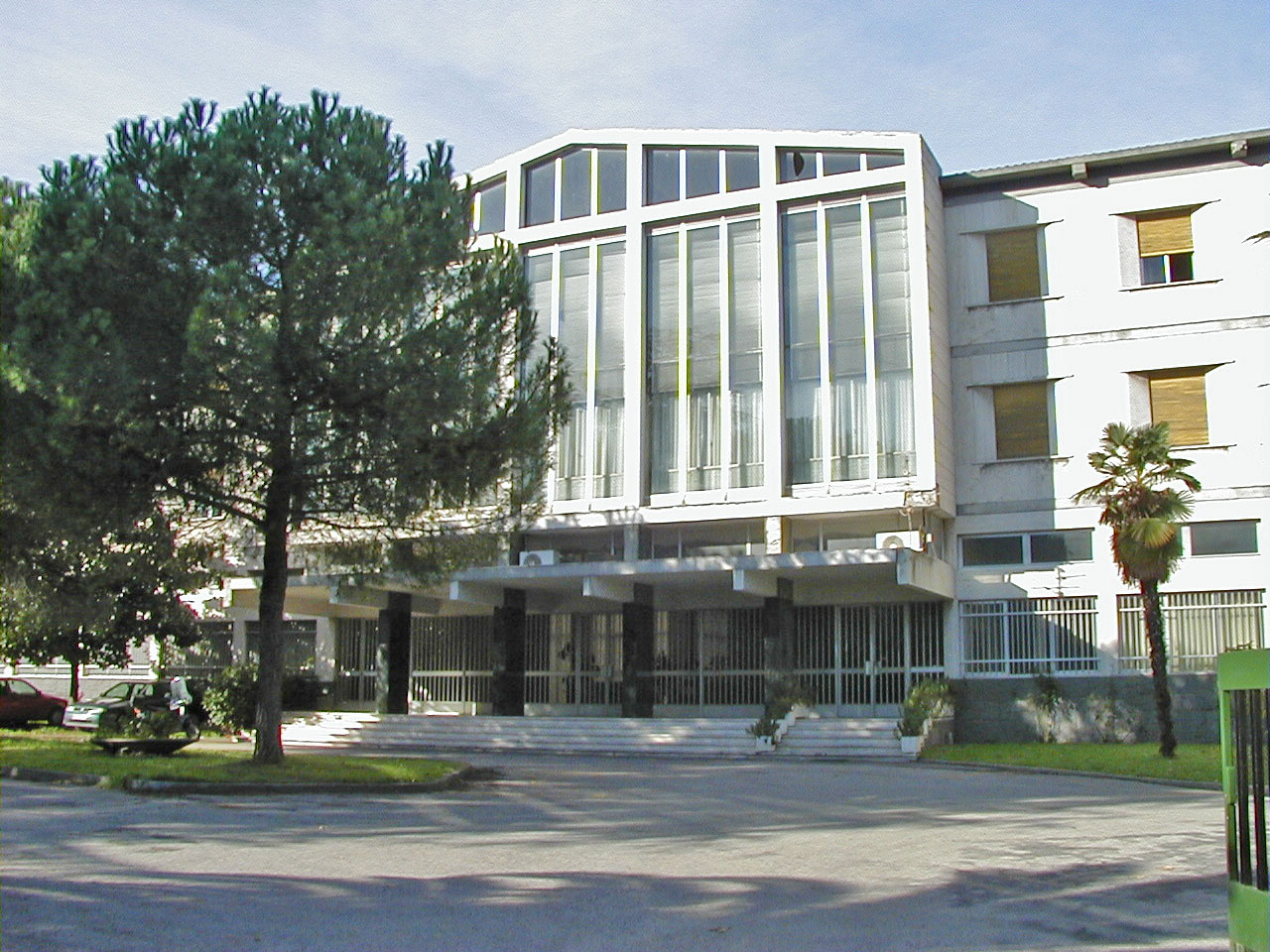
Colegio Español en Roma

Fue un arquitecto prolífico que se desempeñó en distintas tipologías, ejerciendo simultáneamente al servicio de diferentes organismos oficiales así como profesional liberal. A lo largo de su amplio recorrido evolucionó desde el racionalismo a las soluciones historicistas y desornamentadas para finalmente abrazar las propuestas renovadoras en sintonía con el Estilo Internacional a finales de los años cincuenta y la década de los sesenta. Aunque no formó parte de la denominada Generación del 25, como varios de sus amigos, sí recibió influencia del Movimiento Moderno, pese a que el hecho de haber ocupado cargos oficiales como arquitecto de diversas instituciones públicas hizo que el estilo de muchos de sus edificios estuviera más bien marcado por el historicismo típico de la España de los años 30 y el nacionalismo triunfalista de posguerra. Posteriormente, y especialmente a raíz de su citada participación en el VI Congreso Panamericano de Arquitectos, su estilo evoluciona hacia un lógico eclecticismo entre la modernidad internacional tan en boga en los años de posguerra, pero con un carácter netamente español, sintiéndose cómodo en la ejecución de cualquier tipo de tendencia.
Aparte de su práctica privada, que se centró en el diseño de edificios de viviendas (en el Barrio de Salamanca en Madrid, como el de la calle Lagasca 85, o el de Joaquín Costa, 61, entre otros), o residencias unifamiliares de encargo, fundamentalmente en la capital y la Sierra madrileña, o en el norte de España, la carrera profesional de la Vega estuvo marcada por su trabajo al frente del Departamento de Edificaciones de la Telefónica, siendo suyos algunos de los diseños más emblemáticos de la compañía como las centrales de Delicias y de Raimundo Fernández Villaverde, en Madrid, o las primeras centrales de Salamanca, León y Galicia, procurando mimetizarse en el casco histórico de las ciudades monumentales que las albergan. Por ejemplo en el caso salmantino, en 1928 proyectó el edificio situado en la plaza de los Bandos que se levantó sobre el solar desalojado, tras el demolición de un inmueble de la segunda mitad del siglo XIX y el colindante del que entonces se conservaban una ventana y la puerta de ingreso original que correspondían al palacio de los Solís, conjugando la representatividad de un edificio de la compañía con el respeto al entorno urbano en el que se ubica mediante una solución neoplateresca. Posteriormente, entre 1929 y 1931, proyectó las sucursales de Santiago de Compostela y los repetidores de Palencia, Vitoria, Mérida, San Sebastián, Gijón, León, Cáceres, La Coruña, Málaga, Avilés, Durango (Vizcaya) y San Rafael (Segovia).
En su etapa como arquitecto de la Dirección General de Prisiones fue autor de varios penales, entre ellos la cárcel de Carabanchel que curiosamente vino a reemplazar al mismo penal donde él mismo había sufrido prisión durante la guerra, o el Penal de Badajoz, hoy sede del Museo Extremeño e Iberoamericano de Arte Contemporáneo (MEIAC). Fue también miembro de la Dirección Nacional de Regiones Devastadas.
Por otra parte, dada la necesidad de reconstrucción y creación de edificios religiosos tras la contienda civil, de la Vega es autor de muchas iglesias y seminarios diocesanos como el de Santiago de Compostela, Orense o San Sebastián. Entre sus obras más conocidas pueden citarse en Madrid, entre 1945 y 1951 el Colegio Mayor San Pablo, la polémica Iglesia del Santísimo Sacramento, de la calle del Alcalde Sáinz de Baranda 3, la iglesia y colegio de la Sagrada Familia, hoy Teatro de La Abadía, uno de los pocos edificios madrileños de estilo art decó, en la calle Fernández de los Ríos, o el palacete de los Condes de Maudes, en la madrileña calle de Fray Bernardino Sahagún. Es igualmente autor del edificio que alberga actualmente el Pontificio Colegio Español de San José, en Roma. También diseño la casa consistorial de Alpedrete, de estilo herreriano, construida en 1959 siguiendo la misma estructura de la Casa de la Villa de Madrid.
Está pendiente la elaboración de un inventario de todas sus obras.